# Heatseekers
Le Heatseekers fait référence à deux classements émis par Billboard chaque semaine, le Heatseekers Albums et le Heatseekers Songs. Les albums et les chansons apparaissant sur Heatseekers peuvent également apparaître simultanément sur le Billboard 200 ou Billboard Hot 100.

## Historique
Les classements ont été créés en 1991 par Billboard pour mettre en évidence régulièrement les nouvelles ventes d'albums et de chansons. 

## Description
Le Heatseekers Albums contient 25 titres qui sont classés par Nielsen Soundscan alors que le Heatseekers Songs contient 25 chansons classées par le Nielsen Broadcast Data Systems (en). 